# Gianni nazionale
Gianni nazionale è un singolo del rapper italiano Gianni Bismark, pubblicato il 6 marzo 2020 per l'etichette Bomba Dischi, Virgin Records, 777 Entertainment e primo estratto dall'album Nati diversi.